# Wie angelt man sich einen Millionär?
Wie angelt man sich einen Millionär? (Originaltitel: How to Marry a Millionaire) ist eine US-amerikanische Filmkomödie aus dem Jahr 1953 mit Lauren Bacall, Betty Grable und Marilyn Monroe in den Hauptrollen. Regie führte Jean Negulesco.
Der Film über drei Fotomodelle, die sich einen reichen Mann angeln wollen, sich am Ende aber doch für die Liebe entscheiden, wartet mit einer Starbesetzung auf. Er enthält zahlreiche Anspielungen auf vorangegangene Filme der Hauptdarstellerinnen und erhielt gute Kritiken.

## Handlung
Die clevere Tschicki, die temperamentvolle Tütü und die naive Pola sind in New York auf der Suche nach einem reichen Ehemann. Um die Heiratskandidaten in standesgemäßem Ambiente empfangen zu können, mieten die Fotomodelle ein Luxusapartment am Central Park an. Doch die Männer, die sie kennenlernen, sind entweder schon verheiratet oder sie sind nicht mindestens im „sechsstelligen Bereich“. Bald wird das Geld knapp und das Apartment immer leerer, da die Möbel des Besitzers, der angeblich nach Europa verreist ist, nach und nach ins Pfandhaus wandern.
Die frisch geschiedene Tschicki wird von Tom Brookman umschwärmt. Weil er nie eine Krawatte und immer dasselbe Tweedsakko trägt, hält sie ihn für einen mittellosen Tankwart und lässt ihn mehrfach abblitzen. Der reiche, charmante Witwer Mr. Hanley erklärt ihr seine Liebe, zieht sich aber zurück, weil er sich für zu alt für sie hält. 
Tütü wird von Waldo Brewster, einem reichen, aber verheirateten Verehrer, für ein paar Tage in die Berge nach Maine eingeladen. Als sie jedoch feststellen muss, dass sie allein auf der Skihütte sein werden und er nur auf eine Affäre aus ist, ist sie enttäuscht. Bevor sie wieder abreisen können, erkrankt sie an Masern und steckt auch Brewster an. Während dieser noch im Krankenbett liegt, verbringt sie die Zeit mit dem Ranger Eben, den sie für den Besitzer des riesigen Waldgebietes hält. Beim Skifahren kommen sie sich näher und sie verloben sich. Doch bald stellt sich heraus, dass der vermeintliche Besitzer des Waldes ein Angestellter des US Forest Services ist und selbigen lediglich hütet. 
Tütü ist zwar kurz enttäuscht, heiratet Eben dann aber.
Pola weigert sich trotz starker Kurzsichtigkeit, ihre Brille zu tragen. Sie ist davon überzeugt, dass Männer „Brillenschlangen“ keine Beachtung schenken. Als sie zu einem Rendezvous mit einem angeblichen Ölbaron nach Atlantic City fliegen will, steigt sie am LaGuardia Airport versehentlich in das Flugzeug nach Kansas City. Auf dem Flug lernt sie Freddie Denmark kennen, den mysteriösen Besitzer ihres Apartments. Er ist von seinem Steuerberater um all sein Geld betrogen worden und nun auf der Suche nach ihm. Bis zur Klärung der Angelegenheit ist er auf der Flucht vor dem Finanzamt. Er ist ebenfalls kurzsichtig und findet Pola mit Brille besonders attraktiv. Sie ist hingerissen von seinem Charme und verliebt sich in ihn. 
Nachdem Mr. Hanley New York verlassen hat, trifft sich Tschicki mit Tom Brookman und verliebt sich. Dann kehrt Hanley jedoch zurück und sie nimmt seinen Heiratsantrag an. Zur Hochzeit, die in der Wohnung stattfinden soll, reisen überraschend Pola und Tütü mit ihren Ehemännern an. In letzter Sekunde vor der Trauung zögert Tschicki jedoch, Mr. Hanley das Jawort zu geben, und gesteht, dass sie jemand anderen liebt. Ihr Bräutigam ist nachsichtig und so heiratet sie den vermeintlich armen Tankwart.
Schließlich sitzen die drei frischvermählten Paare an der Theke eines Schnellrestaurants, um Tschickis Hochzeit bescheiden bei Bier und Hamburgern zu feiern. Da gibt Tom Brookman zu erkennen, dass ihm doch etwas mehr als nur eine Zapfsäule gehört. Als Tschicki, Pola und Tütü erfahren, dass er in Wahrheit ein millionenschwerer Ölmagnat ist, haut es sie buchstäblich vom Hocker.

## Musik
Der Film wird durch eine echte Ouvertüre eingeleitet. Das 20th Century Fox Orchestra spielt unter Leitung von Alfred Newman Street Scene, das Newman für das 1931 verfilmte gleichnamige Theaterstück komponierte.